# Holochilus brasiliensis
Holochilus brasiliensis är en däggdjursart som först beskrevs av Anselme Gaëtan Desmarest 1819.  Holochilus brasiliensis ingår i släktet Holochilus och familjen hamsterartade gnagare. Inga underarter finns listade i Catalogue of Life.

## Utseende
Med sin täta päls och med simhud mellan bakfötternas tår är arten bra anpassad för ett simmande levnadssätt. Holochilus brasiliensis blir utan svans 167 till 211 mm lång, svanslängden är 183 till 214 mm och vikten varierar mellan 130 och 370 g. Djuret har 51 till 56 mm långa bakfötter. Den kanelfärgade pälsen på ovansidan får fram mot kroppssidorna orange nyanser. Undersidan är täckt av ljus orange päls. Typiskt är korta morrhår och en enhetlig färgad svans med några få hår. Denna gnagare saknar gallblåsan och kindtänderna har otydliga knölar på toppen. Den diploida kromosomuppsättningen bildas av 40 kromosomer (2n=40).

## Utbredning och ekologi
Denna gnagare förekommer i sydöstra Brasilien, östra Paraguay, Uruguay och nordöstra Argentina. Arten lever i träskmarker och i andra fuktiga landskap. Den simmar ganska ofta i vattnet. Fortplantningen är kopplad till regntider under våren och sommaren. Per kull föds 3 till 6 ungar. Födan utgörs av mjuka blad och vattenväxter. Individerna springer sällan på marken och klättrar ibland i undervegetationen.

## Hot
Beståndet hotas regionalt av torrläggning samt andra landskapsförändringar. Hela populationen anses vara stabil. IUCN kategoriserar arten globalt som livskraftig.